# 2018年のアメリカ合衆国
2018年のアメリカ合衆国 （2018ねんのアメリカがっしゅうこく）では、2018年のアメリカ合衆国に関する出来事について記述する。

## 国家元首等
- 大統領
  - 第45代: ドナルド・トランプ （共和党、2017年1月20日 - 2021年1月20日）
- 副大統領
  - 第48代: マイク・ペンス （共和党、2017年1月20日 - 2021年1月20日）
- 最高裁判所長官
  - 第17代: ジョン・ロバーツ （2005年9月29日 - ）
- 下院議長
  - 第62代: ポール・ライアン （共和党、2015年10月29日 - 2019年1月3日）
- 上院多数党院内総務
  - 第22代: ミッチ・マコーネル （共和党、2015年1月3日 - 2021年1月20日）

## できごと

### 1月
- 1月1日
  - 北朝鮮の金正恩朝鮮労働党委員長が新年の辞を発表し、アメリカ合衆国本土攻撃が可能な核弾頭を搭載する大陸間弾道ミサイル（ICBM）の実戦配備を宣言[1]。
  - セクシュアルハラスメントの撲滅キャンペーン「Time's Up」が発表された[2]。
- 1月3日 - 金正恩の「核のボタンは自分のデスクの上に常時置かれている」という言葉に対抗して、アメリカ合衆国大統領のドナルド・トランプがTwitter上で発言した[3][4]。
- 1月4日 - テロ対策が不十分だとして、パキスタンに対する治安対策支援を凍結すると発表。ニューヨーク・タイムズによれば、その金額は13億ドルに上るという[5]。
- 1月5日 - トランプ政権の暴露本マイケル・ウォルフ著『炎と怒り』が発売された[6][7]。
- 1月7日 - ロサンゼルスで、第75回ゴールデングローブ賞の授賞式[8]。
- 1月9日 - アメリカ合衆国下院が「台湾旅行法」の草案を全会一致で可決[9]。
- 1月12日 - トランプ大統領は、欧米など6ヵ国とイランの核合意に基づいて解除された対イラン独自制裁を当面は再開しないと発表。その一方で欧州諸国に対しては核合意の見直しを求め、財務省が核関連とは別に14個人・団体を制裁対象に追加した[10]。
- 1月13日 - ハワイ州でスマートフォンなどにミサイル攻撃を知らせる緊急警報が誤配信された。訂正メッセージが通知されるのに約38分かかり、ハワイ全域にパニックが広がった[11]。
- 1月14日 - セントルイスで、UFC Fight Night: Stephens vs. Choiが開催された[12]。
- 1月20日 - ボストンで、UFC 220が開催された[13]。
- 1月27日 - ノースカロライナ州シャーロットで、UFC on FOX 27が開催された[14]。
- 1月28日 - ニューヨークで、第60回グラミー賞の授賞式[15]。
- 1月29日 - トランプ大統領に繰り返し政治的に偏向していると非難されていた連邦捜査局のアンドリュー・G・マッケイブ副長官が辞任した[16]。
- 1月31日 - 保健福祉省は、疾病管理予防センターのブレンダ・フィッツジェラルド（英語版）所長が辞任したと発表した。就任後に日本たばこ産業の株取引を行ったことが利益相反に当たるとして問題視された[17]。

### 2月
- 2月1日
  - ロサンゼルスにある中学校の教室で銃撃事件が発生し、生徒4人が負傷。12歳の女子生徒が容疑者として拘束された[18]。
  - アメリカ合衆国国務省はトーマス・シャノン（英語版）国務次官（政治担当）が辞任すると発表[19]。
- 2月2日 - トランプ政権は新たな核戦略指針「核体制の見直し」を発表。核攻撃への抑止と反撃に限らず、通常兵器への反撃にも核の使用を排除しない方針を打ち出し、爆発力を抑えた核兵器の開発方針も明記した[20]。
- 2月4日 - ミネアポリスで、第52回スーパーボウルが開催された[21]。
- 2月5日 - ジェローム・パウエルが連邦準備制度理事会の第16代議長に就任[22]。
- 2月7日 - ホワイトハウスのロブ・ポーター（英語版）補佐官が辞任を表明。メディアが虐待に遭っていたとする2人の元妻の証言を報じていた[23]。
- 2月14日 - マージョリー・ストーンマン・ダグラス高校銃乱射事件が発生[24]。
- 2月16日 -  ロシア疑惑を捜査しているロバート・ミュラー特別検察官はトランプ陣営が有利になるようソーシャルメディア上で偽アカウントを運用するなどしたとして、ロシアの個人13人および企業3社を訴追したと発表[25]。
- 2月18日 - テキサス州オースティンで、UFC Fight Night: Cowboy vs. Medeirosが開催された[26]。
- 2月22日
  - 不倫関係にあった女性の裸を本人の同意を得ないまま撮影したとしてミズーリ州のエリック・グライテンズ（英語版）知事がプライバシー侵害の罪で起訴された[27]。
  - ロシア疑惑を捜査しているロバート・ミュラー特別検察官が大統領選でトランプ陣営の選対本部長を務めたポール・マナフォートと同陣営元幹部のリック・ゲーツ（英語版）を脱税や詐欺など計35の罪で追起訴[28]。
- 2月23日 - アメリカ合衆国財務省が対北朝鮮追加制裁リストを発表[29]。
- 2月24日 - オーランドで、UFC on FOX 28が開催された[30]。
- 2月28日
  - アメリカ合衆国上院が台湾旅行法案を全会一致で可決[31]。
  - ホワイトハウスはホープ・ヒックス広報部長が辞任すると発表[32]。
  - ジョージア州の中学校で男性教員が、生徒を締め出し、教室に立てこもり窓から銃を発砲。その後警察の説得に応じ逮捕された[33]。

### 3月
- 3月1日
  - メトロポリタン美術館がこれまで任意だった入館料の支払いを原則義務化した[34]。
  - ロベルタ・ジェイコブソン（英語版）駐メキシコ大使が5月に辞任するとツイッターで表明。これまでトランプ政権下ではトム・シャノン（英語版）国務次官（政治担当）やジョセフ・ユン北朝鮮担当特別代表、ジョン・フィーリー（英語版）駐パナマ大使らベテランの外交官らが相次ぎ辞任を表明しており、さらに後任も補充されないという異例の事態が続いている[35]。
- 3月2日 - ミシガン州のセントラル・ミシガン大学の学生寮で銃撃事件が発生。容疑者の19歳の男子学生は両親を撃って殺害した後逃亡していたが、事件発生から約16時間後に逮捕された[36][37]。
- 3月3日 - ネバダ州ラスベガスでUFC 222が開催された[38]。
- 3月4日 - ハリウッドのドルビー・シアターで、第90回アカデミー賞の授賞式が行われた[39]。
- 3月6日 - ホワイトハウスはゲイリー・コーン国家経済会議議長が辞任すると発表。コーン議長はトランプ大統領が表明した鉄鋼製品などに高関税をかける方針に強く反発していた[40]。
- 3月8日 - 鉄鋼とアルミニウムの輸入制限措置の発動を命じる大統領告示にトランプ大統領が署名した。輸入増加を安全保障上の脅威と認定し、鉄鋼に25%、アルミに10%の関税を適用する[41]。
- 3月11日 - ニューヨーク中心部のイースト川に乗客乗員6人が乗った遊覧用ヘリコプターが墜落した。ヘリコプターは川に逆さまの状態で沈み、パイロット1人が救助されたが、乗客5人全員が死亡した[42]。
- 3月12日
  - トランプ大統領は、シンガポール半導体大手ブロードコムが提案している米クアルコム買収について、国家安全保障上の観点から禁止する大統領令を発出した[43]。
  - メトロポリタン歌劇場は、名誉音楽監督のジェームズ・レヴァインを解雇した。昨年12月に若い男性に対する性的虐待疑惑が浮上し、職務停止処分を受けていた[44]。
- 3月13日
  - トランプ大統領はレックス・ティラーソン国務長官を解任し後任にマイク・ポンペオCIA長官を充てると発表。新たなCIA長官としてはジーナ・ハスペル副長官を指名。また、ティラーソン国務長官解任に関しホワイトハウスの説明と相反する声明を出したスティーブ・ゴールドスティーン国務次官（公共外交・広報担当）も同日中に解任[45][46]。
  - 下院議会ペンシルベニア州18選挙区補欠選挙（英語版）投票日。その後開票結果が確定し、民主党のコナー・ラム（英語版）が共和党のリック・サコーン（英語版）を約750票の僅差で上回り勝利した[47]。
- 3月15日 - フロリダ州マイアミのフロリダ国際大学の歩道橋が崩落し、6人が死亡[48]。（英語版）
- 3月16日 - トランプ大統領が「台湾旅行法案」に署名し、台湾旅行法が成立[49]。
- 3月21日 - 3月初め頃からテキサス州オースティンなどで5件の爆発が相次ぎ2人が死亡、6人が負傷した事件で、一連の事件の容疑者の男が警察とのカーチェイスの後に自爆死した[50]。
- 3月22日
  - トランプ大統領は中国による知的財産権侵害への制裁措置として、500億～600億ドル相当の同国製品に高関税を課す大統領命令に署名した。通商法301条を発動し、情報通信機器や機械など約1300品目を対象に25%の関税を課す[51][52]。
  - トランプ大統領はTwitterにて、ハーバート・マクマスター国家安全保障問題担当大統領補佐官を解任し、後任にジョン・ボルトン元国連大使を充てると表明した[53]。
- 3月23日
  - トランプ政権は、通商拡大法232条に基づき鉄鋼・アルミニウム製品の輸入制限を発動した。国内の鉄鋼・アルミ産業の衰退が「国家の安全保障上の脅威になる」として、カナダやメキシコ、EUなど一部の例外国を除き、鉄鋼は25％、アルミは10％の追加関税を課す。今後の協議で最終的な適用除外国が確定する[54]。
  - 通商代表部は、中国がアメリカの知的財産権を侵害しているのは明らかだとして、世界貿易機関に提訴したと発表した[55]。
- 3月25日 - 約5000万人のユーザーデータ流出が明らかになったFacebookが、米英の大手新聞各紙にマーク・ザッカーバーグCEOの署名入りの全面謝罪広告を出した[56]。
- 3月28日 - トランプ大統領が公金の不正使用で批判を受けていたデービッド・シュルキン退役軍人長官の解任を発表。後任には大統領の主治医ロニー・ジャクソン（英語版）を指名する[57]。

### 4月
- 4月3日 - サンフランシスコ近郊にあるYouTube本社で銃撃事件が発生し3人が負傷した。容疑者の女は自身の投稿動画の扱いをめぐり不満を持っていたとみられ、犯行後に自殺した[58]。
- 4月6日
  - ニューヨーク市警は、市内で同僚選手の乗ったバスを襲撃したとして、世界最大の総合格闘技団体「UFC」のスター選手コナー・マクレガーを訴追したと発表した[59]。
  - ケンタッキー州のフォートキャンベル陸軍基地でAH-64E攻撃ヘリコプターが墜落し、第101空挺師団所属の兵士2人が死亡した。またこの件以外にも、3日にカリフォルニア州で海兵隊のCH-53E輸送ヘリコプターが墜落して乗員4人、4日にネバダ州で空軍のF-16戦闘機が墜落してパイロット1人と、このは週だけですでに計7人の死者が出ている[60][61]。
- 4月11日 - 共和党のポール・ライアン下院議長が、11月の中間選挙に出馬せず来年1月の任期満了で引退する意向を表明[62]。
- 4月12日 - 9日にジョン・ボルトン元国連大使が国家安全保障問題担当大統領補佐官に就任して以降、この日までにマイケル・アントン（英語版）アメリカ国家安全保障会議報道官、トーマス・ボサート（英語版）大統領補佐官（国土安全保障・テロ対策担当）、リック・ワデル（英語版）、ナディア・シャドロー（英語版）両大統領副補佐官（国家安全保障問題担当）の安全保障担当の政府高官4人の辞任が相次いで発表された[63][64]。
- 4月13日
  - シリアの首都ダマスカス近郊での化学兵器使用疑惑を受け、アメリカ軍がイギリス軍・フランス軍とともに、アサド政権の化学兵器に関連するとされる3か所へのミサイル攻撃を行った[65]。
  - トランプ大統領はCIA工作員の身元漏えい事件（プレイム事件）をめぐり偽証罪で有罪判決を受けたルイス・リビー元副大統領首席補佐官に対し恩赦を与えた[66]。
- 4月14日 - ビヨンセの2018年コーチェラ公演[67]。
- 4月17日 - サウスウエスト航空1380便のエンジンがペンシルベニア州上空を飛行中に爆発し、フィラデルフィア空港に緊急着陸した。この爆発により、窓から外に吸い出されそうになった乗客1人が死亡した[68]。
- 4月21日 - ビヨンセの2018年コーチェラ公演。
- 4月22日 - テネシー州ナッシュビルのレストランで男が銃を乱射し4人が死亡した。その後容疑者は現場近くの林で逮捕された[69]。
- 4月25日 - カリフォルニア州で黄金州の殺人鬼と呼ばれる犯人により1970~80年代に発生した連続殺人・強姦事件で、司法当局は、4人を殺害した疑いで同州の元警官の男を逮捕したと発表した[70]。
- 4月26日
  - 上院にて国務長官にマイク・ポンペオ中央情報局長官を充てる人事案が賛成57反対42で承認された。ポンペオは直ちに宣誓し第70代国務長官に就任した[71]。
  - トランプ大統領から退役軍人長官に指名されていた大統領主治医のロニー・ジャクソン（英語版）が指名を辞退した。鎮痛用の合成麻薬を大量に処方して職員に配るなどした疑いが浮上していた[72]。

### 5月
- 5月3日 - ハワイ州ハワイ島のキラウエア火山が噴火した。デービッド・イゲハワイ州知事が非常事態宣言を発令し、住民1700人にも避難命令が出されている。ハワイ島では火山活動の活発化から強い地震が相次いでいる[73]。
- 5月5日 - 4月25日に中国航空当局が海外の航空会社36社に対してネット上や商品での台湾や香港の位置づけに関して是正を求めたことに対して、ホワイトハウスが批判する声明を発表[74]。
- 5月9日 - 北朝鮮に拘束されていた米国人3人が解放され、訪朝していたポンペオ国務長官と共に帰国した[75][76]。
- 5月10日 - トランプ大統領は、北朝鮮の金正恩委員長との米朝首脳会談を6月12日にシンガポールで行うとツイッターで発表した[77]。
- 5月18日 - テキサス州サンタフェの高校で在校生による銃の乱射事件があり、生徒ら10人が死亡し、10人が負傷した[78]。
- 5月24日 - トランプ大統領は北朝鮮の金委員長との首脳会談を中止すると表明したが[79]、翌25日には当初の予定通りの開催を目指す方針を表明した[80]。
- 5月29日 - 不倫関係にあった女性の裸を本人の同意を得ないまま撮影して脅迫した疑いなどが発覚していたエリック・グレイテンズ（英語版）ミズーリ州知事が6月1日に辞任することを表明[81]。

### 6月
- 6月1日 - 不倫関係にあった女性の裸を本人の同意を得ないまま撮影して脅迫した疑いなどが発覚したエリック・グレイテンズ（英語版）ミズーリ州知事が辞任した[82]。
- 6月8日 - ロシア疑惑を捜査しているロバート・ミュラー特別検察官は大統領選でトランプ陣営の選対本部長を務めたポール・マナフォートを司法妨害罪で追起訴し、政治コンサルタントのコンスタンティン・キリムニック（英語版）も同罪で起訴した[83]。
- 6月12日 - ドナルド・トランプ大統領と北朝鮮の金正恩委員長がシンガポールにて首脳会談。北朝鮮の非核化と体制保障を含む合意文書に署名[84][85]。
- 6月15日 - ワシントン連邦地裁がマナフォートの保釈取り消しと収監を命じ、同日中に収監された[86]。
- 6月18日 - ビッグシティ・グリーンがディズニー・チャンネルで放送開始。
- 6月19日
  - ホワイトハウスがジョー・ヘイギン（英語版）大統領次席補佐官の辞任を発表[87]。
  - ニッキー・ヘイリー国連大使がアメリカの国連人権理事会の離脱を発表[88]。

### 7月
- 7月5日 - ドナルド・トランプ大統領は、スコット・プルーイットの環境保護庁長官辞任を了承。9日に副長官のアンドリュー・R・ウィーラー（英語版）が代理に就任[89]。
- 7月9日 - トランプ大統領は連邦最高裁判所判事に首都ワシントン連邦控訴裁判所判事ブレット・カバノーを指名した[90]。
- 7月13日 - 米大統領選挙へのロシア干渉疑惑を捜査するロバート・ミュラー特別検察官は、民主党関係施設などをハッキングしたとしてロシア軍参謀本部情報総局の情報当局者12人を起訴[91]。
- 7月23日 - アメリカ合衆国上院は、退役軍人長官としてロバート・ウィルキー（英語版）の就任を賛成86票、反対9票で承認[92]。

### 8月
- 8月8日 - 検察当局は、オーストラリア企業の株売却に絡むインサイダー取引の罪で共和党のクリス・コリンズ（英語版）下院議員を起訴[93]。
- 8月21日 - 検察当局は、政治資金を私的流用した罪で共和党のダンカン・D・ハンター（英語版）下院議員を起訴[94]。
- 8月27日 - テニスの全米オープンが開幕[95]。
- 8月30日 - ER緊急救命室に出演していた女優ヴァネッサ・マルケスが通報を受けて自宅に駆けつけた警官と心理療法士に治療を受けるよう説得されている最中に、警官らに銃を向けて射殺された。マルケスが向けた銃はBBガン（英語版）（BB弾参照）と判明した[96][97][98][99]。

### 9月
- 9月27日 - 上院司法委員会（英語版）公聴会で大学教授クリスティン・ブラジー・フォードが連邦最高裁判事候補であるブレット・カバノーによる性的暴行被害を証言した[100]。トランプ大統領はFBIに暴行疑惑の追加調査を命じた[101]。

### 10月
- 10月9日 - ニッキー・ヘイリー国連大使が年内の辞任を発表[102]。
- 10月27日 - ペンシルベニア州ピッツバーグ市スクイレルヒル[103]にあるシナゴーグ ツリー・オブ・ライフ(Tree of Life – Or L'Simcha Congregation)[104]で銃乱射事件があり、11人が死亡し6人が負傷した[105]。トランプ大統領は事件を「反ユダヤ主義による犯罪だ」と非難した[106]。

### 11月
- 11月6日 - アメリカ合衆国中間選挙を実施。上院は共和党が過半数を維持、下院は民主党が過半数となりねじれ議会状態に[107]。
- 11月7日 - ドナルド・トランプ大統領は、ジェフ・セッションズ司法長官を事実上の更迭。マシュー・ウィテカー司法長官首席補佐官が司法長官代理に就任[108]。
- 11月13日
  - 議会が再開[109]。
  - ドナルド・トランプがフランス大統領のエマニュエル・マクロンをTwitterで攻撃[110]。
- 11月24日 - キャラバンについて、ドナルド・トランプが「難民認定審査が終わるまでメキシコ国内にとどまらせる」とTwitterに投稿[111]。

### 12月
- 12月5日 - ワシントンの国立大聖堂でジョージ・H・W・ブッシュの国葬が行われた[112]。
- 12月8日 - ドナルド・トランプ大統領はジョン・フランシス・ケリー大統領首席補佐官が年末で辞任すると発表[113]。
- 12月12日 - ニューヨーク連邦地裁は、2016年の大統領選期間中にトランプ大統領と不倫関係にあったとされる女性に多額の口止め料を支払った選挙資金関連法違反や脱税などの罪で、トランプ大統領の元個人弁護士マイケル・コーエン（英語版）に禁錮3年の実刑判決を言い渡した[114]。
- 12月13日 - 上院本会議で、サウジアラビアへの軍事支援停止を求める決議案が採択された[115]。
- 12月14日 - トランプ大統領はミック・マルバニー行政管理予算局長を首席補佐官代行に指名すると発表[116]。
- 12月15日 - ドナルド・トランプ大統領は、汚職疑惑が浮上していたライアン・ジンキ内務長官が年内で辞任するとツイッターで発表[117]。
- 12月19日 - 政府は、シリアで過激派組織「ISIL」掃討作戦を展開していたアメリカ軍が撤退を開始したと発表[118]。
- 12月20日 - ドナルド・トランプ大統領はジェームズ・マティス国防長官が来年2月に退任すると発表[119]。
- 12月21日 - 連邦最高裁は判事のルース・ベイダー・ギンズバーグが悪性腫瘍の摘出手術を受けたと発表[120]。
- 12月23日 - トランプ大統領はマティス国防長官の退任を前倒しし2019年1月1日付でパトリック・シャナハン国防副長官を長官代行に充てる人事を発表[121]。
- 12月26日 - ドナルド・トランプとメラニア・トランプが、イラクのアル・アサード航空基地を訪問[122]。
- 12月31日
  - 国際連合教育科学文化機関を正式に脱退[123]。
  - ドナルド・トランプが「アジア再保証イニシアチブ法案」（ARIA）に署名し、同法が成立[124]。

## 死去

### 1月
- 1月2日 - トーマス・S・モンソン、宗教指導者、著者（* 1927年）
- 1月5日 - ジョン・ヤング、宇宙飛行士（* 1930年）
- 1月13日 - ダグ・ハーヴェイ、審判員（* 1930年）
- 1月14日 - ダン・ガーニー、レーシングドライバー（* 1931年）
- 1月14日 - ヒュー・ウィルソン、映画監督（* 1943年）
- 1月16日 - ブラッドフォード・ディルマン、俳優（* 1930年）
- 1月16日 - ジョ・ジョ・ホワイト、バスケットボール選手（* 1946年）
- 1月19日 - ドロシー・マローン、女優（* 1924年）
- 1月22日 - アーシュラ・K・ル＝グウィン、小説家（* 1929年）
- 1月24日 - ジャック・ケッチャム、小説家（* 1946年）
- 1月26日 - エリザベス・ホーリー、ジャーナリスト（* 1923年）
- 1月28日 - ジーン・シャープ、政治学者（* 1928年）
- 1月30日 - マーク・サリング、俳優、歌手（* 1982年）
- 1月31日 - ラスール・バトラー、バスケットボール選手（* 1979年）

### 2月
- 2月2日 - ジョセフ・ポルチンスキー、物理学者（* 1954年）
- 2月4日 - ジョン・マホーニー、俳優（* 1940年）
- 2月7日 - ジョン・ペリー・バーロウ、政治活動家、作詞家（* 1947年）
- 2月7日 - パット・トーピー、ロックミュージシャン、ドラマー、ソングライター（* 1953年）
- 2月9日 - ジョン・ギャヴィン、俳優（* 1931年）
- 2月9日 - レグ・E・キャシー、俳優（* 1958年）
- 2月11日 - ヴィック・ダモーン、歌手、俳優（* 1928年）
- 2月14日 - リローン・ベネット・ジュニア、作家、社会歴史家（* 1928年）
- 2月18日 - ギュンター・ブローベル、生物学者（* 1936年）
- 2月21日 - ビリー・グラハム、福音伝道師、牧師（* 1918年）
- 2月26日 - ベンジャミン・メルニカー、映画プロデューサー（* 1913年）
- 2月27日 - ウィリアム・H・T・ブッシュ、銀行家、投資家（* 1938年）

### 3月
- 3月2日 - ビリー・ヘリントン、ポルノ俳優、モデル（* 1969年）
- 3月3日 - デヴィッド・オグデン・スティアーズ、俳優、声優（* 1942年）
- 3月5日 - ヘイドン・ホワイト、歴史家、文芸批評家（* 1928年）
- 3月8日 - ケイト・ウィルヘルム、小説家（* 1928年）
- 3月8日 - トーゴー・D・ウェスト・ジュニア、軍人、政治家（* 1942年）
- 3月12日 - ノーキー・エドワーズ、ギタリスト（* 1935年）
- 3月12日 - ケン・フラック、テニス選手（* 1963年）
- 3月14日 - アルフレッド・クロスビー、歴史学者（* 1931年）
- 3月23日 - デュション・モニーク・ブラウン、女優（* 1968年）
- 3月28日 - ケニー・オデル、歌手、ソングライター（* 1944年）
- 3月29日 - ラスティ・スタウブ、野球選手（* 1944年）

### 4月
- 4月2日 - モリス・ハレ、言語学者（* 1923年）
- 4月2日 - スーザン・アンスパッチ、女優（* 1942年）
- 4月4日 - スーン＝テック・オー、俳優（* 1932年）
- 4月4日 - ジョニー・バリアント、プロレスラー、プレイング・マネージャー（* 1946年）
- 4月5日 - セシル・テイラー、ピアニスト、詩人（* 1929年）
- 4月6日 - ダニエル・K・アカカ、政治家（* 1924年）
- 4月13日 - ミロス・フォアマン、映画監督（* 1932年）
- 4月14日 - ハル・グリア、バスケットボール選手（* 1936年）
- 4月15日 - R・リー・アーメイ、俳優（* 1944年）
- 4月17日 - バーバラ・ブッシュ、ファーストレディ（* 1925年）
- 4月18日 - ブルーノ・サンマルチノ、プロレスラー（* 1935年）
- 4月21日 - ヴァーン・トロイヤー、俳優（* 1969年）
- 4月23日 - アーサー・B・ルビンスタイン、作曲家（* 1938年）
- 4月23日 - ベニー・カニンガム、アメリカンフットボール選手（* 1954年）

### 5月
- 5月1日 - アーサー・バーナード、陸上競技選手（* 1929年）
- 5月8日 - アン・V・コーツ、編集技師（* 1925年）
- 5月9日 - リチャード・ハーグ、ランドスケープアーキテクト（* 1923年）
- 5月12日 - ドナルド・ゲイリー・ヤング、事業経営者（* 1949年）
- 5月13日 - マーゴット・キダー、女優、声優（* 1948年）
- 5月14日 - トム・ウルフ、作家、ジャーナリスト（* 1930年）
- 5月19日 - ロバート・インディアナ、芸術家（* 1928年）
- 5月22日 - フィリップ・ロス、小説家（* 1933年）
- 5月26日 - アラン・ビーン、宇宙飛行士（* 1932年）
- 5月27日 - ガードナー・ドゾワ、SF作家（* 1947年）

### 6月
- 6月1日 - ウィリアム・ピップス、俳優、声優（* 1922年）
- 6月2日 - ポール・ボイヤー、生化学者（* 1918年）
- 6月3日 - フランク・カールッチ、政治家（* 1930年）
- 6月3日 - ジョニー・キーズ、ポルノ男優（* 1940年）
- 6月5日 - ケイト・スペード、ファッションデザイナー（* 1962年）
- 6月8日 - アンソニー・ボーディン、作家、シェフ、番組司会者（* 1956年）
- 6月13日 - D・J・フォンタナ、ミュージシャン（* 1931年）
- 6月13日 - アン・ドノバン、バスケットボール選手、バスケットボール指導者（* 1961年）
- 6月18日 - ビッグバン・ベイダー、プロレスラー、アメリカンフットボール選手（* 1955年）
- 6月18日 - XXXテンタシオン、ラッパー、歌手、ソングライター、音楽プロデューサー（* 1998年）
- 6月19日 - ヒューバート・グリーン、プロゴルファー（* 1946年）
- 6月20日 - ロバート・ギルピン、国際政治経済学者（* 1930年）
- 6月21日 - チャールズ・クラウトハマー、コラムニスト、評論家（* 1950年）
- 6月22日 - ヴィニー・ポール、ドラマー（* 1964年）
- 6月27日 - ジョセフ・ジャクソン、ミュージシャン（* 1928年）
- 6月29日 - デリック・オコナー、俳優（* 1941年）

### 7月
- 7月2日 - ヘンリー・バトラー、ピアニスト、シンガー、作曲家（* 1948年）
- 7月8日 - タブ・ハンター、俳優、歌手（* 1931年）
- 7月8日 - フランク・ラムジー、バスケットボール選手（* 1931年）
- 7月8日 - ウィリアム・ナイト、バスケットボール選手、指導者（* 1979年）
- 7月11日 - リンディ・レミギノ、陸上競技選手（* 1931年）
- 7月17日 - ゲイリー・ビーチ、俳優（* 1947年）
- 7月18日 - バートン・リヒター、物理学者（* 1931年）
- 7月29日 - ニコライ・ボルコフ、プロレスラー（* 1947年）
- 7月29日 - ブリックハウス・ブラウン、プロレスラー（* 1960年）
- 7月29日 - ブライアン・ローラー、プロレスラー（* 1972年）

### 8月
- 8月7日 - リチャード・H・クライン、撮影監督（* 1926年）
- 8月7日 - ジェラルド・ワインバーグ、作家（* 1933年）
- 8月7日 - スタン・ミキタ、アイスホッケー選手（* 1940年）
- 8月8日 - ロバート・フェレル、歴史学者（* 1921年）
- 8月13日 - ジム・ナイドハート、プロレスラー（* 1955年）
- 8月16日 - アレサ・フランクリン、歌手（* 1942年）
- 8月17日 - ボブ・バス、バスケットボールの指導者（* 1929年）
- 8月25日 - ジョン・マケイン、政治家（* 1936年）
- 8月26日 - ニール・サイモン、劇作家、脚本家（* 1927年）
- 8月27日 - ボビー・ワルデン、アメリカンフットボール選手（* 1938年）
- 8月30日 - ヴァネッサ・マルケス、女優（* 1968年）
- 8月31日 - キャロル・シェリー、女優（* 1939年）

### 9月
- 9月4日 - クリストファー・ケネディー・ローフォード、俳優、作家、政治活動家（* 1955年）
- 9月6日 - リッチ・デヴォス、実業家（* 1926年）
- 9月6日 - バート・レイノルズ、俳優（* 1936年）
- 9月7日 - マック・ミラー、ラッパー（* 1992年）
- 9月8日 - チェルシー・スミス、女優、歌手（* 1973年）
- 9月10日 - アダム・クライマー、ジャーナリスト（* 1937年）
- 9月18日 - ロバート・ヴェンチューリ、建築家（* 1925年）
- 9月23日 - ゲイリー・カーツ、映画プロデューサー（* 1940年）
- 9月23日 - マーク・リヴォルシー、映像編集者（* 1962年）
- 9月25日 - ジェリー・ソープ、映画監督（* 1926年）
- 9月25日 - ジャック・マキニー、バスケットボールの指導者（* 1935年）
- 9月29日 - オーティス・ラッシュ、ギタリスト、シンガー（* 1935年）
- 9月30日 - ウォルター・ラカー、歴史学者（* 1921年）

### 10月
- 10月3日 - レオン・レーダーマン、実験物理学者（* 1922年）
- 10月4日 - オードリー・ウェルズ、映画監督（* 1960年）
- 10月6日 - スコット・ウィルソン、俳優（* 1942年）
- 10月8日 - アーノルド・コペルソン、映画プロデューサー（* 1935年）
- 10月9日 - トマス・A・スタイツ、生化学者（* 1940年）
- 10月11日 - グレッグ・スタフォード、ゲームデザイナー（* 1948年）
- 10月13日 - ドン・レオ・ジョナサン、プロレスラー（* 1931年）
- 10月15日 - ポール・アレン、実業家（* 1953年）
- 10月18日 - ディック・スレーター、プロレスラー（* 1951年）
- 10月23日 - ジェームズ・カレン、俳優（* 1923年）
- 10月24日 - トニー・ジョー・ホワイト、シンガーソングライター（* 1943年）
- 10月30日 - ジェームズ・ジョセフ・バルジャー、裏社会首領（* 1929年）
- 10月31日 - ウィリー・マッコビー、野球選手（* 1938年）

### 11月
- 11月2日 - ロイ・ハーグローヴ、ジャズ・トランペット奏者（* 1969年）
- 11月3日 - ソンドラ・ロック、女優、映画監督（* 1944年）
- 11月11日 - ドナルド・マッケイグ、小説家（* 1940年）
- 11月12日 - スタン・リー、漫画原作者（* 1922年）
- 11月13日 - キャサリン・マグレガー、女優（* 1925年）
- 11月15日 - ウィリアム・ゴールドマン、脚本家、小説家、劇作家（* 1931年）
- 11月22日 - ウィリー・ナオルス、バスケットボール選手（* 1934年）
- 11月24日 - リッキー・ジェイ、奇術師、俳優（* 1946年）
- 11月25日 - グロリア・カッツ、脚本家、映画プロデューサー（* 1942年）
- 11月28日 - ロバート・モリス、彫刻家、画家、現代美術家（* 1931年）
- 11月30日 - ジョージ・H・W・ブッシュ、政治家（* 1924年）

### 12月
- 12月3日 - フィリップ・ボスコ、俳優（* 1930年）
- 12月6日 - ラリー・ヘニング、プロレスラー（* 1936年）
- 12月9日 - ロバート・セルマー・バーグランド、政治家（* 1928年）
- 12月9日 - リカルド・ジャコーニ、宇宙物理学者（* 1931年）
- 12月9日 - ウィリアム・ブルム、作家、歴史家、外交問題評論家（* 1933年）
- 12月13日 - ナンシー・ウィルソン、歌手（* 1937年）
- 12月17日 - ペニー・マーシャル、映画監督、映画プロデューサー、女優（* 1943年）
- 12月20日 - ドナルド・モファット、俳優（* 1930年）
- 12月30日 - ドン・ラスク、アニメーター（* 1913年）

### 人物以外
- 6月19日 - ココ、ゴリラ（* 1971年）